# Sturzbachente
Die Sturzbachente (Merganetta armata) ist eine südamerikanische Vogelart aus der Familie der Entenvögel (Anatidae) und gehört hier zur Unterfamilie der Halbgänse (Tadorninae). Sie ist die einzige Art der Gattung Merganetta. Die Aufteilung der Sturzbachente in drei Unterarten ist umstritten: die Chile-Sturzbachente (Merganetta armata armata), die Peru-Sturzbachente (M. a. leucogenis) und die Kolumbianische Sturzbachente (M. a. colombiana) werden von einigen Wissenschaftlern auch jeweils als eigenständige Art eingeordnet. Als nächste rezente Verwandte gelten die Salvadoriente und die neuseeländische Saumschnabelente.
Die Sturzbachente ist eine hochspezialisierte Ente, die reißende Gebirgsflüsse verschiedener Vegetationszonen bewohnt, und zählt zu den wenigen Entenarten, die nur sehr selten in Gefangenschaft gehalten werden. Über die Populationsgröße der Sturzbachente ist nur wenig bekannt. In Chile und Argentinien wird sie jedoch als verhältnismäßig häufig eingeordnet.

## Aussehen
Sturzbachenten erreichen eine Körperlänge von 43 bis 46 cm und ein Gewicht von 315 bis 440 Gramm. Sie sind damit nur ein wenig größer als die Knäkente. Der Körper ist stromlinienförmig schlank gebaut. Als markantes Merkmal stechen die langen Schwanzfedern mit ihren kräftigen Kielen und ihren schmalen borstigen Fahnen hervor.
Das Federkleid adulter Sturzbachenten ist je nach Unterart sehr unterschiedlich ausgeprägt, allen Unterarten gemein ist jedoch, dass die Männchen weißes Kopfgefieder, einen schwarzen Mittelscheitel und eine geschwungene schwarze Linie seitlich entlang von Kopf und Hals aufweisen. Das Gefieder am Körper ist stets dunkel, bei einigen Unterarten teils braun, bei anderen Unterarten gänzlich oder teilweise schwarz. Bei den Männchen aller drei Unterarten ist das Rückengefieder unterschiedlich breit weiß gesäumt. Das Männchen hat zudem stets einen roten Schnabel. Bei beiden Geschlechtern ist der Schnabel sägerartig schmal und weich.
Die Weibchen sind etwas kleiner und haben einen dunklen Kopf und dunkle Schwanzfedern, Brust und Vorderbauch sind kräftig rotbraun.
Das Federkleid setzt sich bei Jungvögeln in der Regel aus einem grauen Rücken- und einem weißen Bauchgefieder zusammen.

## Lebensweise
Die Brutsaison ist vom jeweiligen Verbreitungsgebiet abhängig. Das Nest wird in Höhlen, zwischen Steinen und in hohem Gras angelegt, es besteht vor allem aus trockenem Gras und wird mit Daunen ausgepolstert. In der Regel umfasst ein Gelege 3 bis 4 Eier, die Brutdauer beträgt 43 bis 44 Tage. Die Küken zeigen ein gestreiftes und gepunktetes, schwarzweißes Daunengefieder.

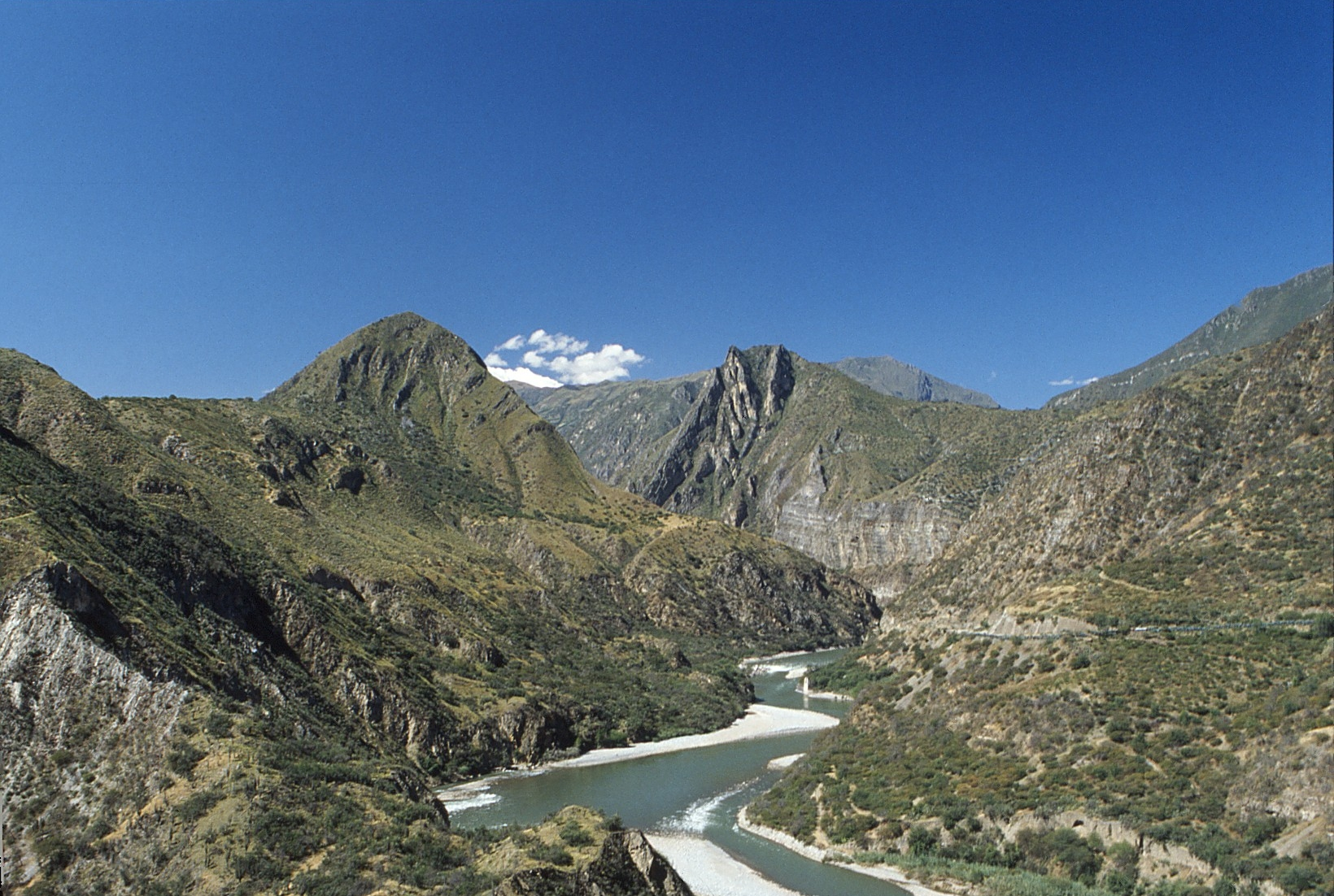
Puna-Zone, Peru – die Sturzbachente bewohnt auch hier schnell fließende Gewässer.

Der Großteil der Nahrung besteht aus aquatischen Invertebraten – darunter vor allem die Larven der Köcher-, Stein- und Eintagsfliegen sowie in geringerem Umfang Mollusken. Die Nahrung wird vor allem tauchend und gründelnd gesucht. Insektenlarven werden mit dem weichen Schnabel aus Steinritzen herausgelesen. Die Sturzbachente weist mit dieser Lebensweise sehr viel Ähnlichkeit mit der Saumschnabelente auf. Ähnlich wie diese leidet sie unter der Nahrungskonkurrenz durch eingeführte Regenbogenforellen, die ebenfalls die Larven verschiedener Fliegenarten fressen.

## Vorkommen
Die Sturzbachente lebt in Südamerika entlang der gesamten Anden von Venezuela bis ins südliche Chile und Argentinien. Sie ist ein Bewohner schnell fließender Gebirgsbäche und verteidigt entlang dieser Gewässer ihre Territorien, die sowohl schnell fließende als auch langsam fließende Bereiche beinhalten. Vom Süden Chiles abgesehen, hält sie sich in der Regel in Höhenlagen zwischen 1200 und 4500 Metern auf. Im Süden Chiles ist sie dagegen auch in tieferen Lagen zu finden. Zu den von der Sturzbachente bewohnten Lebensräumen zählen Regionen der Regen- und Nebelwälder, die Gebirgsflüsse in der Puna-Zone in Peru sowie die subtropischen und gemäßigten Scheinbuchenwälder Chiles und der subarktischen Regionen Südamerikas.

## Haltung in Gefangenschaft
Sturzbachenten werden nur sehr selten in Gefangenschaft gehalten. Auch in der Entenhaltung erfahrenen Institutionen wie dem britischen Wildfowl Trust gelang es bisher nicht, diese Art über einen längeren Zeitraum zu pflegen. Größte Herausforderung in der Haltung ist die hohe Anfälligkeit dieser Entenart gegenüber Endoparasiten, Infektions- und Pilzerkrankungen. Die Enten sind außerdem so aggressiv gegeneinander, dass eine Einzelhaltung notwendig ist.

## Unterarten
Es sind sechs Unterarten beschrieben, die sich in ihrer Färbung, Größe und ihrem Verbreitungsgebiet unterscheiden. Es handelt sich hierbei um:
- Merganetta armata armata Gould, 1842
- Merganetta armata turneri Sclater,PL & Salvin, 1869
- Merganetta armata garleppi Berlepsch, 1894
- Merganetta armata berlepschi Hartert, 1909
- Merganetta armata colombiana Des Murs, 1845
- Merganetta armata leucogenis (Tschudi, 1843)

## Belege